# Квинт Гортензий (диктатор)
Квинт Гортензий (лат. Quintus Hortensius) — древнеримский политик, диктатор 287 года до н. э.
Гортензий был известен своим Законом Гортензии, законом, который он принял под давлением плебеев. В этом законе решения плебеев по трибам автоматически получает силу закона, не нуждаясь в одобрении сената. Квинт Гортензий умер в должности в 287 году до н. э.